# Mount Flower
Mount Flower är ett berg i Antarktis. Det ligger i Västantarktis. Argentina, Chile och Storbritannien gör anspråk på området. Toppen på Mount Flower är 1 465 meter över havet.